# Élections législatives papou-néo-guinéennes de 2012
Des élections législatives se tiennent en Papouasie-Nouvelle-Guinée en 2012, en principe sur deux semaines du 23 juin au 6 juillet,,,, mais dans plusieurs provinces le scrutin a été retardé ou rallongé, jusqu'au 13 juillet dans les Hautes-Terres orientales.
Les résultats finaux devaient être connus pour le 27 juillet, la formation du prochain gouvernement étant attendue peu après. Ces élections ont deux enjeux particuliers : la résolution de la crise constitutionnelle qui a vu deux hommes prétendre chacun être le premier ministre légitime ; et le choix par les électeurs du gouvernement qui aura à gérer les revenus importants attendus d'un projet d'exploitation de gaz naturel à partir de 2014, qui pourrait « mettre fin à la dépendance de la Papouasie-Nouvelle-Guinée vis-à-vis de l'aide internationale, et potentiellement doubler son PIB ». Il y a environ 4,6 millions d'électeurs inscrits.
Le 3 août, alors que les résultats ne sont pas encore connus dans trois circonscriptions, le Parlement s'assemble et les députés confirment Peter O'Neill au poste de Premier ministre, avec 94 voix. Dans un retournement de situation, son rival Sir Michael Somare lui avait apporté son soutien fin juillet, les deux hommes annonçant la formation prochaine d'un gouvernement de coalition. Dans le même temps, les députés élisent Theodore Zurenuoc président du Parlement ; son prédécesseur, Jeffrey Nape, avait perdu son siège de député. Belden Namah devient chef de l'Opposition officielle.

## Système électoral
article détaillé : Élections en Papouasie-Nouvelle-Guinée
Il s'agit de renouveler les cent-onze membres du Parlement (monocaméral). Chaque député est élu représentant de l'une des 89 circonscriptions uninominales, ou de l'une des 22 provinces (un élu par province), via un système de vote alternatif : les électeurs classent leurs trois candidats préférés par ordre de préférence, les préférences après la première étant tenues en compte si aucun candidat n'obtient une majorité absolue des suffrages dans la circonscription. Le vote n'est pas obligatoire. Chaque législature a un mandat de cinq ans, à moins d'une dissolution anticipée,. Au niveau des provinces, l'élection est couplée à celle du gouverneur de la province, au suffrage universel. Ainsi, c'est le gouverneur de chaque province qui siège ex officio au Parlement, aux côtés des 89 élus de circonscriptions.
À la suite de l'élection, les nouveaux députés renouvelleront leurs confiance dans le Premier ministre sortant, Peter O'Neill, ou bien choisiront un nouveau Premier ministre, en accord avec le système de Westminster.
Il y avait cent-neuf sièges lors de la législature précédente. Les deux nouveaux sièges sont dus à la création de deux nouvelles provinces : Jiwaka et Hela.
En raison du très faible nombre de femmes députées (une seule, Dame Carol Kidu, élue en 2007), le Parlement en novembre 2011 adopta un projet de loi visant la création de vingt-deux sièges réservés aux femmes - un pour chacune des vingt-deux provinces du pays, y compris deux provinces dont la création future venait d'être décidée. Cette mesure nécessitait toutefois une législation supplémentaire afin de devenir opérante, et le second vote en décembre fut un échec ; le projet de loi fut soutenu par cinquante-huit députés contre quatre, mais en raison d'une crise politique que traversait alors le pays, trop de députés étaient absents. En février 2012, le projet de loi de mise en application fut à nouveau adopté par cinquante-huit députés, mais il n'y avait que cinquante-neuf présents et le président du Parlement n'entérina donc pas l'adoption. Le projet fut alors définitivement abandonné, renvoyé à la législature suivante. En réponse, le Conseil national des femmes, avec le soutien de l'ONU, prend en charge la promotion médiatique des candidates, de tous bords, visant à accroître leurs chances d'être élues.

## Logistique et sécurité
La tenue d'élections est toujours compliquée en Papouasie-Nouvelle-Guinée ; de nombreux citoyens résident dans des régions montagneuses ou densément boisées très isolées, avec peu ou pas de routes. (Ceci est notamment dans le cas dans le Sepik occidental, dans les Hautes-Terres, dans la province de la Baie Milne et dans la large Province ouest.) Les urnes électorales y sont acheminées par voie aérienne. En outre, des violences entre partisans de différents candidats dans ces mêmes régions reculées nécessitent le déploiement de moyens de sécurité importants. L'armée (Papua New Guinea Defence Force) sera ainsi déployée dans les Hautes-Terres, en renfort de la police, pour assurer la sécurité des électeurs et du personnel des bureaux de vote.
L'Australie apporte un soutien logistique sans précédent, sous la forme d'avions et d'hélicoptères pour le transport du personnel et des matériels, ainsi que la mise en place d'un réseau de communication national pour la police papou-néo-guinéenne. La Nouvelle-Zélande, dans une moindre mesure, apporte une aide similaire. Le support aérien fourni par ces deux pays sert également à transporter des électeurs vers les bureaux de vote dans les régions où les moyens de transport sont inexistants.
En outre, le Commonwealth des Nations a envoyé une équipe de huit observateurs électoraux, sous la direction d'Edward Natapei, ancien Premier ministre du Vanuatu. Il leur a été promis un accès aux « points chauds potentiels ».
Le 3 juin, la police parvint à libérer Jeffrey Dia Wialu, candidat sans étiquette dans la circonscription de Wapenamanda (dans la province d'Enga, dans les Hautes-Terres), qui avait été enlevé par des hommes en armes. Wialu affirma qu'il avait été conduit auprès du député sortant Miki Kaeok (parti RPTR), qui l'avait soumis à un interrogatoire avant d'ordonner aux ravisseurs de l'emmener dans une vallée proche, où la police put intervenir.
Le 13 juin, la police arrêta un candidat, Simon Sanangke, dans la circonscription de Mount Hagen, pour possession illégale d'armes à feu et de munitions. Le lendemain, un autre candidat, MacJameson Papa Ugl de la circonscription voisine de Dei, était également arrêté, accusé d'avoir endommagé la voiture de sa concurrente Margaret Tini Parua et d'avoir proféré à son encontre des propos « indécents ». À cette occasion, la police rappela publiquement l'égalité des femmes et des hommes inscrite dans la Constitution, et le droit des femmes de se porter candidates aux élections,.
Quelques jours avant l'élection, dans la province de Simbu (dans les Hautes-Terres), un candidat, Simon Gandi, est arrêté « après un échange de tirs avec des soldats »,.
Dans la ville de Tari, dans les Hautes-Terres méridionales, des dispositions particulières sont prises, puisque deux clans, les Humari et les Yowindaliin sont « en guerre », un conflit qui a fait cinq morts lors des jours précédant l'élection. Un cordon est mis en place pour les séparer au bureau de vote et, en présence de soldats armés, le scrutin se déroule dans une atmosphère tendue, mais sans violence.
Des violences ont néanmoins lieu pendant et après le déroulement du scrutin dans d'autres circonscriptions, faisant au moins huit morts au total. (Voir la section Tenue de l'élection.)

## Contexte particulier: une crise constitutionnelle
article détaillé : Crise constitutionnelle papou-néo-guinéenne de 2011-2012
En avril 2011, le Premier ministre Sir Michael Somare fut hospitalisé à Singapour pour problèmes cardiaques. Le 2 août, le Parlement déclara son poste vacant, destitua le Premier ministre par intérim Sam Abal, et choisit Peter O'Neill pour lui succéder. Le 12 décembre 2011, à la suite du retour de Somare dans le pays, la Cour suprême annula la déclaration parlementaire de vacance du poste de Premier ministre, et ordonna la restauration de Sir Michael Somare dans ses fonctions. O'Neill refusa de s'y plier, faisant valoir la majorité parlementaire dont il bénéficiait,. S'ensuivirent plusieurs jours de crise, avant qu'il n'apparaisse qu'O'Neill bénéficiait du soutien des hauts fonctionnaires, des forces de police et de l'armée ; le Gouverneur général Sir Michael Ogio reconnut formellement Peter O'Neill comme Premier ministre le 19 décembre. Somare maintint néanmoins qu'il était le Premier ministre légitime,,.
Le 26 janvier 2012 eut lieu une brève mutinerie dans les forces armées, de la part de quelques soldats fidèles à Somare. À leur tête, Yaura Sasa, colonel retraité, prit en otage pendant quelques heures le chef des armées, le général de brigade Francis Agwi, et exigea que Somare soit reconnu comme Premier ministre. Au lendemain de cet incident, qui s'acheva sans violence, Peter O'Neill annonça qu'il envisageait des élections anticipées, « le plus rapidement possible pour mettre fin à cette impasse politique ». Cette éventualité fut bientôt écartée.
Le 20 mai, un mois avant le début des élections, la Cour suprême ordonne à nouveau que Sir Michael Somare soit restitué au poste de Premier ministre, au motif que sa destitution s'était faite de manière non constitutionnelle. Peter O'Neill refuse de ce plier à ce jugement, déclarant que les juges, qu'il estime biaisés, ont agi au mépris de la séparation des pouvoirs. Lorsque Michael Somare tente de se rendre auprès du Gouverneur-général pour être formellement reconnu comme Premier ministre, la police lui barre la route. Le 24 mai, le vice-Premier ministre Belden Namah fait arrêter le président de la Cour suprême, Sir Salamo Injia, pour sédition.
Le 29 mai, le vice-président du Parlement, Francis Marus, ouvre une session parlementaire en reconnaissant le jugement de la Cour. Somare, et non O'Neill, est le Premier ministre, dit-il. Toutefois, ajoute-t-il, Somare ne peut être Premier ministre, puisqu'il n'est plus député, ayant été disqualifié de cette fonction pour avoir manqué plusieurs sessions du Parlement. En conséquence, il n'y a pas de Premier ministre en Papouasie-Nouvelle-Guinée. « Visiblement surpris », O'Neill, qui n'est pas sur place à ce moment-là, « se précipite » pour rejoindre le Parlement et s'entretenir avec les députés de sa majorité. Il annonce ensuite que le Parlement procèdera à l'élection d'un Premier ministre le lendemain,,. Le Parlement réélit O'Neill, l'opposition n'assistant pas à la procédure.

## Report envisagé
À la fin de février 2012, le vice-Premier ministre Belden Namah évoque un report possible de six mois pour le scrutin, indiquant que le gouvernement souhaite utiliser un système électoral biométrique, qui ne serait prêt que fin 2012, afin de combattre la fraude. D'autres députés, appuyant l'idée d'un report, affirment que les listes électorales ne sont pas à jour. Seuls 60 % des quelque quatre millions d'électeurs potentiels seraient bien inscrits sur les listes en cours de renouvellement. La commission électorale répondit que les élections se tiendraient comme prévu en juin. Michael Somare affirma que reporter les élections serait anticonstitutionnel ; Peter O'Neill indiqua qu'il ne projetait pas à ce jour de les reporter, et que son gouvernement ferait tout pour qu'elles puissent se tenir en juin,, .
Début mars, le président du Parlement, Jeffrey Nape, affirma publiquement que la Constitution donnait aux députés le pouvoir de reporter les élections. Transparency International Papouasie-Nouvelle-Guinée l'accusa d'induire les citoyens en erreur, et affirma que, de par la Constitution, le Parlement est comptable devant les citoyens tous les cinq ans. La Constitution dispose, dans son article 105, que les élections doivent se tenir tous les cinq ans, et ne donne pas loisir aux députés de les reporter. (Les députés peuvent, toutefois, les avancer.) Le ministre des Affaires étrangères australien, Bob Carr, avertit que si les élections étaient reportées, « nous n'aurions pas d'autres choix que d'organiser le monde pour condamner et isoler la Papouasie-Nouvelle-Guinée ». En réponse, le gouvernement papou-néo-guinéen convoqua la vice-haut-commissaire australienne pour exprimer sa déception vis-à-vis de cette remarque. Le ministre papou-néo-guinéen des Affaires étrangères, Ano Pala, affirma que la Constitution permettait un report des élections, et que ce n'était pas aux Australiens d'interpréter les lois du pays ; il ajouta que les remarques de Carr avaient été « contraires à l'esprit [des] bonnes relations » entre les deux pays.
Le 4 avril, le Parlement adopte, par 63 voix à 11, un report de six mois des élections législatives. Le gouvernement affirme que les listes électorales ne seront pas prêtes pour juin (ce que la Commission électorale dément), et qu'il est nécessaire de mieux préparer le déploiement des forces de sécurité pour la tenue du scrutin dans la province des Hautes-Terres méridionales. La question de la constitutionnalité de ce report est à nouveau évoquée.
Selon la Australian Broadcasting Corporation, de « nombreux » Papou-Néo-Guinéens estiment que le gouvernement tente de s'accrocher au pouvoir, et utilisent les médias sociaux -phénomène relativement nouveau dans le pays- pour exprimer leur colère. Pour sa part, la Première ministre australienne, Julia Gillard, réagit en ces termes : « Nous respectons la souveraineté de la Papouasie-Nouvelle-Guinée, mais en tant que soutien et amie de longue date de la Papouasie-Nouvelle-Guinée, l'Australie estime que les élections doivent être tenues à temps, en accord avec la constitution ».
Quelques jours plus tard, Peter O'Neill, qui avait voté le report avec les députés de sa majorité, déclare qu'il souhaite que les élections se tiennent au plus vite, et que les parlementaires « n'avaient pas les informations correctes » de la part de la commission électorale lors du vote. Il annonce que la question sera étudiée en conseil des ministres. The Australian titre qu'O'Neill « fait marche arrière » sur le report des élections. Le 9 avril, alors que se préparent des manifestations pour exiger la tenue des élections dans les délais prévus par la Constitution, O'Neill déclare que le scrutin aura bien lieu finalement le 23 juin. Le lendemain, le président du Parlement, Jeffrey Nape, réitère que l'élection sera bien reportée de six mois, le Premier ministre n'ayant pas le pouvoir de passer outre une décision du Parlement.
Mi-mai, le Parlement est dissous en amont des élections devant se tenir le mois suivant.
L'élection débute bien le 23 juin, mais rapidement il s'avère que les listes électorales contiennent de nombreuses erreurs. Namah critique alors O'Neill pour avoir permis le tenue de l'élection sans report, qualifiant celle-ci de « désastre ». O'Neill répond en condamnant l'« opportunisme politique » de son numéro deux.

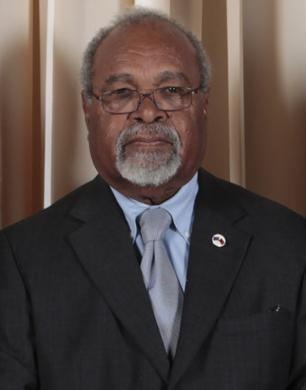
Sir Michael Somare, le « père de la nation ».

## Partis et candidats
voir aussi: Partis politiques de Papouasie-Nouvelle-Guinée
Il existe une multitude de partis politiques. Les gouvernements se constituent ainsi en coalitions.
La Commission électorale a confirmé la participation de 3 435 candidates - un record. Parmi eux, seulement 135 femmes - ce qui constitue néanmoins aussi un record. Il y a 2 185 candidats sans étiquette (et donc 1 250 soutenus par un parti politique).
Début 2012, le pays comptait trente-trois partis politiques officiellement recensés auprès de la commission gouvernementale prévue à cet effet. Quatorze de ces partis comptaient au moins un député au Parlement,. De nouveaux partis se sont créés en vue de l'élection, et la commission électorale compte quarante-six partis qui présentent des candidats aux législatives de 2012.
Lors des élections de 2007, le Parti de l'alliance nationale, parti de Michael Somare, obtint proportionnellement bien plus de sièges que tous les autres : vingt-sept. (Loin derrière, le Parti d'action populaire et le Parti de la Papouasie-Nouvelle-Guinée, de Sir Mekere Morauta, obtinrent sept sièges chacun. Aucun autre parti n'obtint plus de cinq sièges.) Pour les élections de 2012, le Parti de l'alliance populaire est emmené une nouvelle fois par Somare, le « Grand chef », qui avait mené le pays à l'indépendance en 1975, et l'avait dirigé jusqu'en 1980, puis de 1982 à 1985 et de 2002 à 2011. Il avait annoncé en janvier 2012 qu'il mettrait fin à sa carrière politique à la veille de l'élection, mais a par la suite changé d'avis, se présentant dans sa circonscription du Sepik oriental. Le Parti de l'alliance nationale présente 82 candidats à cette élection. Il a formé une coalition électorale avec le Pangu Pati, l'Alliance mélanésienne, le Parti populaire et l'Assemblée populaire unie.

Le parti, toutefois, est affaibli à la suite d'une scission importante en octobre 2011, entre les membres demeurés fidèles à Somare et ceux ayant rejoint le gouvernement O'Neill, Le 21 février 2012, l'ancien vice-Premier ministre de Somare (puis Premier ministre par intérim) Sam Abal, membre du parti, devint vice-chef de l'opposition officielle au gouvernement O'Neill (sous la chef de l'opposition Carol Kidu, Somare lui-même ayant refusé ce poste). À cette occasion, Abal indiqua qu'il espérait devenir Premier ministre à la suite de l'élection. Par la même occasion, toutefois, il quitta le parti. Abal est « le seul candidat sans étiquette très en vue » à cette élection.
Le Premier ministre Peter O'Neil, au pouvoir depuis seulement août 2011, vise pour sa part un premier mandat électif. Son parti, le Congrès national populaire, n'avait obtenu que quatre sièges lors des législatives de 2007, mais avait su bâtir par la suite bâtir une coalition stable avec d'autres partis. Le parti avait quatorze députés début janvier 2012 (le changement de parti en cours de mandat est relativement fréquent en Papouasie-Nouvelle-Guinée), et trois autres le rejoignirent vers le milieu du mois. Le Congrès national populaire présente 82 candidats à cette élection.
Parmi les partis politiques importants, deux sont membres du gouvernement de coalition. Le Parti de la Papouasie-Nouvelle-Guinée, désormais dirigé par le vice-Premier ministre Belden Namah, affirmait compter dans ses rangs en janvier 2012 vingt-cinq députés (bien qu'une commission gouvernementale sur les partis politiques ne lui en reconnût que neuf). Il n'avait eu que sept élus aux élections législatives de 2007, mais avait su attirer depuis des députés d'autres bords,. Namah annonça que le parti présenterait quelque soixante-dix candidats, et espérait diriger le prochain gouvernement. En mai 2012, le Congrès national populaire et le Parti de la Papouasie-Nouvelle-Guinée signèrent un accord, s'engageant à ne pas présenter de candidats l'un contre l'autre dans les diverses circonscriptions, et à reconduire leur gouvernement de coalition s'ils parvenaient à former une majorité parlementaire. Selon les termes de l'accord, O'Neill demeurerait Premier ministre, avec le soutien de Namah, si le CNP obtenait davantage de sièges que le PPNG, mais soutiendrait Namah comme Premier ministre si la réciproque se produisait,. Les observateurs ont fait remarquer que Namah a déployé des moyens financiers sans précédent pour sa campagne. Le Parti de la Papouasie-Nouvelle-Guinée présente 96 candidats à cette élection (et n'est donc absent que dans quinze circonscriptions).
En janvier 2012 également, le ministre des Finances Don Polye, à la tête d'une faction dissidente du Parti de l'alliance nationale, quitta ce dernier avec les députés qui le soutenaient, et fonda le Parti rural du triomphe, du patrimoine et de la responsabilisation (Triumph Heritage Empowerment Rural Party, ou T.H.E. Party). Ce nouveau parti se voulait fondé sur les valeurs chrétiennes et l'importance de la famille. Le jour de son lancement, le 23 janvier, le parti comptait vingt-deux députés, dont neuf ministres, principalement élus sous l'étiquette de l'Alliance nationale,. Le T.H.E. Party présente 80 candidats à cette élection.
Deux anciens Premiers ministres, Julius Chan et Paias Wingti, se présentent également aux législatives, respectivement à la tête du Parti du progrès populaire et du Mouvement démocrate populaire.
Le Parti populaire de Peter Ipatas présente 54 candidats. Ipatas fait campagne sur la politique de développement de l'accès à l'enseignement supérieur qu'il a menée en tant que Gouverneur de la province d'Enga.
L'Alliance mélanésienne de John Kaputin présente 75 candidats.
Jeffery Nape, qui a joué un rôle clef dans la crise constitutionnelle en tant que président de l'Assemblée, est à la tête du Parti du développement rural, qui présente une trentaine de candidats.
Le Parti national de la Papouasie-Nouvelle-Guinée est mené par Simon Sanangke pour ces élections.
Parmi les députés ne se représentant pas, Dame Carol Kidu, seule femme députée, représentant une circonscription dans la capitale (Port Moresby) a également indiqué qu'elle mettait un terme à sa carrière politique. Députée depuis 1997, fidèle soutien de Michael Somare, elle avait été ministre du Développement communautaire de 2002 à 2011, et avait milité pour la création de sièges parlementaires réservés aux femmes. L'ancien Premier ministre et actuel ministre des Entreprises publiques Sir Mekere Morauta mettra lui aussi un terme à sa carrière politique à la veille de cette élection,.
Le Conseil national des Femmes a dit espérer « au moins trois ou quatre » femmes au Parlement. La candidate « la plus en vue » est Dorothy Tekwie, à la tête du Parti des Verts. Elle est candidate dans la circonscription de Vanimo, celle du vice-Premier ministre Belden Namah. Quant à Janet Sape, elle peut s'appuyer sur son parti, la Ligue pour la démocratie, qui présente une quarantaine de candidats.

## Campagne
La campagne officielle s'arrête le 22 juin, la veille du début des élections, à minuit. Interdiction est faite aux candidats de poursuivre leur campagne au-delà de cette date.
En raison de la faible importance des partis politiques, et de l'ancrage local des candidats, la campagne s'effectua davantage par circonscription que sur le plan national. Néanmoins, le journal The National appela les dirigeants politiques à s'exprimer sur des questions de fonds précises, notamment : l'amélioration de l'éducation par des classes plus petites, davantage d'enseignants, une meilleure formation des enseignants et une « modernisation » des programmes scolaires ; l'accès à l'eau, et aux soins médicaux ; le statut du personnel soignants ; la question de la propriété coutumière des terres et leur usage pour des politiques de développement ; les questions « éthiques » de la peine de mort (officiellement légale, mais jamais appliquée), de l'avortement et de la polygamie ; le maintien ou non de la reine Élisabeth II comme chef d'État ; l'entrée ou non du pays dans l'ASEAN en tant que membre à part entière ; ou encore les moyens concrets par lesquels la Papouasie-Nouvelle-Guinée « devrait s'impliquer dans la lutte contre le changement climatique ».
Le Premier ministre Peter O'Neill voyagea à travers le pays pour s'adresser aux électeurs lors de réunions publiques en plein air, soutenir les candidats de son parti, et présenter les politiques que mettrait en œuvre son gouvernement s'il était reconduit.
Bien que, dans les régions reculées, beaucoup n'aient pas accès à l'électricité, et que beaucoup de partis politiques n'aient aucune présence sur Internet, les réseaux sociaux sur Internet ont, pour la première fois, joué un rôle relativement important dans la campagne.
Des observateurs rapportent que, à l'instar des élections précédentes, des candidats tentent d'acheter les voix d'électeurs, leur distribuant de l'argent.

## Sondage
Un sondage de l'institut Mell Research and Marketing Ltd la veille de l'élection suggère que le Congrès national populaire de Peter O'Neill arriverait en tête, avec plus de 30 sièges, et serait donc invité, le premier, à tenter de former un gouvernement. Selon l'institut, l'instauration de la gratuité de l'éducation par le gouvernement O'Neill a été particulièrement appréciée par les électeurs.

## Tenue de l'élection
Chaque bureau de vote dans le pays est normalement ouvert une journée, chacun devant ouvrir à une date déterminée au cours de la période de deux semaines fixée pour le scrutin. Néanmoins, dès le début de l'élection, des retards dans l'acheminement du matériel ont conduit à l'allongement de l'ouverture de certains bureaux de vote sur deux jours, dans les Hautes-Terres,.
Dans la province de Hela, dans les Hautes-Terres, des urnes sont détruites « à au moins trois endroits », tandis que d'autres sont interceptées, conservées plusieurs heures et rendues aux autorités remplies de bulletins supplémentaires. Dans le village de Kereneba, plusieurs maisons sont incendiées et détruites lors de violences entre rivaux. L'une des urnes détruites l'est par un homme ivre, tandis que dans un autre bureau de vote, c'est l'un des candidats lui-même qui détruit une urne, avant d'être arrêté. Dans les Hautes-Terres méridionales, un homme de trente ans est tué lors d'une altercation avec un candidat armé qui exigeait le déplacement du bureau de vote. Des hommes auraient tenté de désarmer le candidat, et la victime aurait été frappée violemment pendant la bagarre, décédant en route vers l'hôpital. La police, fouillant ensuite la maison du candidat -qui n'a pas été nommé- confisque des armes à feu et des munitions.

Le 26 juin, un candidat (et ancien député) dans la province d'Enga, Nickson Maki, est enlevé par des hommes en armes, puis relâché, et plusieurs hommes arrêtés.

Dans des villages autour de la ville de Tari, dans la province de Hela, nombre d'électeurs se plaignent de ne pas voir leur nom sur les listes électorales. Dans au moins un bureau, l'élection se déroule sans liste.

Le 28 juin, dans la province de Madang, les partisans d'un candidat attaquent les scrutateurs d'un autre avec des parangs, faisant au moins trois morts. Dans le même temps, dans la province d'Enga, une fillette est tuée par des tirs croisés lors d'un échange de coups de feu entre partisans de candidats rivaux.

Début juillet, un candidat sortant, Benjamin Mul, député (sans étiquette) de la circonscription de Waghi nord (dans la province de Jiwaka), est arrêté pour corruption, accusé d'avoir distribué de l'argent à des électeurs. Le 10 juillet, c'est au tour du président sortant du Parlement (et candidat à sa réélection comme député), Jeffrey Nape, d'être arrêté pour une raison similaire : il est accusé d'avoir proposé de l'argent à l'un de ses rivaux pour qu'il retire sa candidature, dans sa circonscription de Sinasina-Yongomugl (province de Chimbu).
À l'inverse, le scrutin se déroule paisiblement dans la Province centrale, dans le district de la Capitale nationale, en Nouvelle-Bretagne orientale et en Nouvelle-Irlande,.
Le 11 juillet, néanmoins, le groupe d'observateurs du Commonwealth menés par Edward Natapei publient leur rapport, indiquant que de nombreux candidats tentent d'acheter directement les voix des électeurs, et pointant quelques cas d'« intimidation d'électeurs par des candidats et par leurs partisans »,.
Lorsque l'élection doit en principe toucher à sa fin, le Gouverneur-général Sir Michael Ogio, agissant en conformité avec les recommandations de la Commission électorale, autorise l'allongement du scrutin dans sept provinces, en raison de problèmes logistiques et de retards accumulés. Les derniers votes ont lieu le 13 juillet, dans les îles éparses de la province de Bougainville et dans la circonscription de Daulo dans les Hautes-Terres orientales.
À la suite de l'annonce des résultats dans les Hautes-terres orientales, de nouvelles violences initiées par les partisans de candidats perdants font trois morts.

## Résultats
Bien qu'aucun parti ne s'approche d'une majorité absolue des sièges, l'élection confère une nette victoire à Peter O'Neill, dont le Congrès national populaire (CNP) devient, de loin, la principale force au Parlement. L'Alliance nationale de Michael Somare, minée par les défections avant le scrutin, s'effondre, mais conserve sept sièges. Le tout nouveau Parti rural TPR de Don Polye réussit à s'imposer comme étant la seconde force parlementaire. Belden Namah et son Parti de la Papouasie-Nouvelle-Guinée échouent nettement à dépasser le CNP, mais sont la troisième force avec huit sièges.
Le 2 août, un accord est signé en vue d'un gouvernement de coalition, par le CNP, l'Alliance nationale, le Parti rural TPR, le Parti du progrès populaire, le Mouvement démocratique populaire, le Parti des ressources unies, le Parti populaire, le Parti de l'assemblée populaire unifiée, le Parti social-démocrate, le Parti pour notre développement, le Parti de la nouvelle génération, le Parti autochtone populaire, le Parti de la campagne de Papouasie-Nouvelle-Guinée, le Parti unifié, et l'Alliance des étoiles, constituant une majorité parlementaire de 77 députés (alors que les résultats dans trois circonscriptions ne sont pas encore connus). O'Neill dispose ainsi du soutien de trois anciens Premiers ministres (Michael Somare, Julius Chan et Paias Wingti) ; le lendemain, le Parlement le confirme au poste de Premier ministre. Le Parti de la Papouasie-Nouvelle-Guinée est le principal parti d'opposition,.
Theodore Zurenuoc (Parti du progrès populaire) est élu président du Parlement, par 88 voix, contre 17 voix pour Francis Marus (Parti de la Papouasie-Nouvelle-Guinée).
Trois femmes sont élues députées, soit deux de plus qu'en 2007. Il s'agit de Loujaya Toni, du Parti autochtone populaire, à Lae ; Delilah Gore, du Parti rural TPR, à Sohe ; et Julie Soso, également du Parti rural TPR, dans la province des Hautes-Terres orientales, dont elle devient ex officio la députée en étant élue gouverneur,. Loujaya Toni est élue en battant le député sortant, son grand-père Bart Philemon, ancien ministre des Finances.

### Par parti
| Parti | Parti                                                              | Dirigeant       | Circonscription du dirigeant                 | Sièges | +/- |
| ----- | ------------------------------------------------------------------ | --------------- | -------------------------------------------- | ------ | --- |
|       | Congrès national populaire                                         | Peter O'Neill   | Ialibu-Pangia                                | 27     | +23 |
|       | Parti rural du triomphe, du patrimoine et de la responsabilisation | Don Polye       | Kandep                                       | 12     | n/a |
|       | Parti de la Papouasie-Nouvelle-Guinée                              | Belden Namah    | Vanimo-Riviere-Verte                         | 8      | +1  |
|       | Parti de l'alliance nationale                                      | Michael Somare  | Sepik oriental (province)                    | 7      | -20 |
|       | Parti des ressources unies                                         | William Duma    | Hagen                                        | 7      | +2  |
|       | Parti populaire                                                    | Peter Ipatas    | Enga (province)                              | 6      | +4  |
|       | Parti du progrès populaire                                         | Julius Chan     | Nouvelle-Irlande (province)                  | 6      | +2  |
|       | Parti social-démocrate                                             | Powes Parkop    | District de la Capitale nationale (province) | 3      | n/a |
|       | Coalition pour la réforme                                          | Joseph Lelang   | Kandrian-Gloucester                          | 2      | n/a |
|       | Parti libéral mélanésien                                           | Allan Marat     | Rabaul                                       | 2      | +0  |
|       | Parti de la nouvelle génération                                    | Bart Philemon   | Lae                                          | 2      | -2  |
|       | Mouvement populaire pour le changement                             | ?               | ?                                            | 2      | n/a |
|       | Parti de l'assemblée populaire unifiée                             | Anderson Agiru  | Hela (province)                              | 2      | n/a |
|       | Mouvement démocratique populaire                                   | ?               | ?                                            | 2      | -3  |
|       | Parti autochtone populaire                                         | ?               | ?                                            | 1      | n/a |
|       | Parti pour notre développement                                     | ?               | ?                                            | 1      | n/a |
|       | Pangu Pati                                                         | Andrew Kumbakor | Nuku                                         | 1      | -4  |
|       | Parti démocrate constitutionnel de Papouasie-Nouvelle-Guinée       | ?               | ?                                            | 1      | n/a |
|       | Parti de la campagne de Papouasie-Nouvelle-Guinée                  | ?               | ?                                            | 1      | n/a |
|       | Alliance des étoiles                                               | ?               | ?                                            | 1      | n/a |
|       | Parti unifié                                                       | ?               | ?                                            | 1      | -1  |
|       | Candidats sans étiquette                                           | n/a             | n/a                                          | 16     | -5  |

### Résultats des principaux candidats
Le résultat donné pour chaque circonscription est le résultat final, le cas échéant après distribution des préférences. (Voir: système électoral.)
Peter O'Neill est réélu dans la circonscription d'Ialibu-Pangia.
| Candidat | Candidat      | Parti                         | Voix   | Pourcentage |
| -------- | ------------- | ----------------------------- | ------ | ----------- |
|          | Peter O'Neill | Congrès national populaire    | 44 917 | 74,99 %     |
|          | Raphael Noipo | sans étiquette                | 5 676  | 9,48 %      |
|          | Eke Lama      | sans étiquette                | 5 417  | 9,04 %      |
|          | Philip Ipu    | Parti social-démocrate        | 2 049  | 3,42 %      |
|          | Timothy Aipa  | Parti de l'alliance nationale | 1 357  | 2,27 %      |
|          | Paul Awei     | Parti autochtone populaire    | 205    | 0,34 %      |
|          | Tom Yasa      | sans étiquette                | 185    | 0,31 %      |
|          | Paul Pori     | sans étiquette                | 93     | 0,16 %      |

Michael Somare est réélu dans la province du Sepik oriental, pour un neuvième mandat consécutif. Il fait face à dix-huit adversaires, et quinze décomptes sont nécessaires pour répartir les préférences et départager les candidats. Les résultats indiqués sont ceux des cinq candidats restants en liste lors du dernier décompte.
| Candidat | Candidat       | Parti                                 | Voix   | Pourcentage |
| -------- | -------------- | ------------------------------------- | ------ | ----------- |
|          | Michael Somare | Parti de l'alliance nationale         | 93 815 | 50,47 %     |
|          | Allan Bird     | Pangu Pati                            | 51 718 | 27,82 %     |
|          | Greg Maisen    | Parti de la Papouasie-Nouvelle-Guinée | 16 532 | 8,93 %      |
|          | Moses Murray   | Parti de la liberté populaire         | 15 427 | 8,30 %      |
|          | Tony Walwal    | Congrès national populaire            | 8 389  | 4,51 %      |

Belden Namah, le vice-Premier ministre sortant, est réélu dans la circonscription de Vanimo-Riviere-Verte. Il faisait face à vingt-huit autres candidats. Les résultats détaillés ne sont pas disponibles ; Namah fut déclaré élu au vingt-huitième décompte, après la redistribution progressive des préférences. Parmi les battus se trouvait Dorothy Tekwie, la chef des Verts, éliminée au vingt-quatrième décompte. Lorsqu'il ne restait plus que deux candidats, les résultats furent les suivants :
| Candidat | Candidat     | Parti                                 | Voix  | Pourcentage |
| -------- | ------------ | ------------------------------------- | ----- | ----------- |
|          | Belden Namah | Parti de la Papouasie-Nouvelle-Guinée | 7 390 | 60,55 %     |
|          | Willie Inaru | sans étiquette                        | 4 815 | 39,45 %     |

Don Polye est réélu dans la circonscription de Kandep. Il faisait face à cinquante-neuf autres candidats. Seuls les résultats des treize principaux candidats sont indiqués ici ; les autres, tous sans étiquette, ont tous obtenu moins de dix voix.
| Candidat | Candidat       | Parti                                                              | Voix   | Pourcentage |
| -------- | -------------- | ------------------------------------------------------------------ | ------ | ----------- |
|          | Don Polye      | Parti rural du triomphe, du patrimoine et de la responsabilisation | 23 952 | 50,20 %     |
|          | Luke Manase    | sans étiquette                                                     | 11 418 | 23,93 %     |
|          | Bee Pepo       | Parti populaire                                                    | 3 093  | 6,48 %      |
|          | Herman Anep    | sans étiquette                                                     | 2 695  | 5,65 %      |
|          | Sakias Tamao   | Parti de la Papouasie-Nouvelle-Guinée                              | 2 672  | 5,60 %      |
|          | Peter Yaki     | Parti de l'assemblée populaire unifiée                             | 2 246  | 4,71 %      |
|          | Stanley Langap | Royaume d'abord                                                    | 655    | 1,37 %      |
|          | Sam Manual     | sans étiquette                                                     | 350    | 0,73 %      |
|          | Kae Lolh       | sans étiquette                                                     | 227    | 0,48 %      |
|          | Heron Mar      | sans étiquette                                                     | 124    | 0,26 %      |
|          | Holl Kandaki   | sans étiquette                                                     | 109    | 0,22 %      |
|          | Sam Rau        | sans étiquette                                                     | 105    | 0,22 %      |
|          | Issac Temo     | sans étiquette                                                     | 16     | 0,03 %      |

Julius Chan est réélu dans la province de Nouvelle-Irlande. Il faisait face à neuf autres candidats. Les résultats détaillés ne sont pas disponibles ; Chan fut déclaré élu au neuvième décompte, après la redistribution progressive des préférences. Lorsqu'il ne restait plus que deux candidats, les résultats furent les suivants :
| Candidat | Candidat         | Parti                         | Voix   | Pourcentage |
| -------- | ---------------- | ----------------------------- | ------ | ----------- |
|          | Julius Chan      | Parti du progrès populaire    | 24 311 | 51,93 %     |
|          | Ian Ling-Stuckey | Parti de l'alliance nationale | 22 505 | 48,07 %     |

Jeffrey Nape, président du Parlement depuis 2004, est battu dans la circonscription de Sinasina-Yongomugl. Faisant face à quarante-cinq adversaires, il est éliminé au quarante-quatrième décompte. Lorsqu'il n'y a plus que deux candidats, le siège est remporté par Kerenga Kua, célèbre avocat et président de la Law Society de Papouasie-Nouvelle-Guinée (l'équivalent du barreau pour les solicitors),.
| Candidat | Candidat    | Parti                         | Voix   | Pourcentage |
| -------- | ----------- | ----------------------------- | ------ | ----------- |
|          | Kerenga Kua | Parti de l'alliance nationale | 10 862 | 52,88 %     |
|          | Mili Kiage  | sans étiquette                | 9 677  | 47,12 %     |

Sam Abal, ancien vice-Premier ministre et ancien Premier ministre par intérim, est battu dans la circonscription de Wabag. Faisant face à seize adversaires, il est éliminé au seizième décompte. Lorsqu'il n'y a plus que deux candidats, le siège est remporté par Robert Ganim, le candidat du Parti populaire. Abal, pour sa part, était candidat sans étiquette, ayant quitté l'Alliance nationale.
| Candidat | Candidat     | Parti           | Voix   | Pourcentage |
| -------- | ------------ | --------------- | ------ | ----------- |
|          | Robert Ganim | Parti populaire | 19 811 | 53,77 %     |
|          | Sam Abal     | sans étiquette  | 17 030 | 46,23 %     |

### Liste des députés élus
Résultats partiels.
| Candidat | Candidat         | Parti                                  | Circonscription     | Réélu ? | Si oui, étiquette en 2007        |
| -------- | ---------------- | -------------------------------------- | ------------------- | ------- | -------------------------------- |
|          | Jimmy Miringtoro | Congrès national populaire             | Bougainville centre | oui     | Mouvement démocratique populaire |
|          | Steven Kamma     | Parti des ressources unies             | Bougainville sud    | non     | -                                |
|          | Paul Tiensten    | Parti de l'assemblée populaire unifiée | Pomio               | oui     | Parti de l'alliance nationale    |
|          | Allan Marat      | Parti libéral mélanésien               | Rabaul              | oui     | Parti libéral mélanésien         |
|          | Ezekiel Anisi    | Parti du progrès populaire             | Ambunti-Dreikikir   | non     | -                                |
|          | Ludwig Schulze   | Pangu Pati                             | Angoram             | non     | -                                |

## Suites

### Pertes de sièges et changements de partis
En octobre, la justice annule l'élection du député de la circonscription d'Ambunti-Dreikikir, Ezekiel Anisi (Parti du progrès populaire), au motif qu'il n'a que 23 ans (deux de moins que l'âge requis), et n'était en outre pas inscrit sur les listes électorales. Tony Aimo (Parti de l'alliance nationale), qui était arrivé second, est proclamé député à sa place,.
Début décembre, la justice annule l'élection du député de la circonscription de Kairuku-Hiri, Paru Aihi (Congrès national populaire), qui est également le ministre de l'Éducation, pour corruption ; une élection partielle doit avoir lieu.
En janvier 2013, c'est l'élection de Lucas Dekena (Parti de la Papouasie-Nouvelle-Guinée), député de la circonscription de Gumine, qui est annulée pour fraude électorale. Une élection partielle doit avoir lieu.
À la mi-janvier 2013, le Congrès national populaire du Premier ministre, qui avait obtenu 27 sièges lors de l'élection, en dispose désormais de 40, nombre de députés sans étiquette ou d'autres partis l'ayant rapidement rejoint. En particulier, l'ensemble des six députés du Parti populaire se sont fondus dans le CNP.
En juin 2013, le ministre de la Police Nixon Duban (Congrès national populaire) perd son siège au Parlement, la justice ayant statué que certains de ses actes durant la campagne électorale étaient assimilables à des actes de corruption.
En janvier 2015 Francis Potape, député de la circonscription de Komo-Magarima, est condamné à deux ans et demi de prison pour fraude et détournement de fonds.
Début février 2015, Daniel Mona, député de la circonscription de Goilala, décède.
Début mai 2015, Ronny Knight, député de la circonscription de Manus, est démis de ses fonctions pour corruption.
Le 8 novembre 2016, Aide Ganasi (Congrès national populaire), député de la circonscription de Fly-sud, décède d'une crise cardiaque.
Le 3 décembre 2016, Boka Kondra (Congrès national populaire), député de la circonscription de Fly-nord, est destitué après avoir été reconnu coupable de détournement de fonds publics.

### Rapport de Transparency International
En février 2013, Transparency International publie un rapport indiquant des problèmes majeurs avec les listes électorales pendant le scrutin, de nombreux électeurs n'ayant pas pu voter. En outre, dans les Hautes-Terres, ont été constatés des fraudes électorales et des votes par des mineurs, problèmes déjà signalés lors des élections précédentes. Enfin, un nombre non négligeable de candidats, particulièrement dans les Hautes-Terres, achetaient ouvertement les voix des citoyens par des distributions d'argent en liquide.